# Макаров, Зосим Исаакович

З. И. Макаров на стеле Героев в Кезе

Зосим Исаакович Макаров (1919—1994) — участник Великой Отечественной войны, командир эскадрильи 91-го гвардейского штурмового авиационного полка (4-я гвардейская штурмовая авиационная дивизия, 5-й штурмовой авиационный корпус, 2-я воздушная армия, 1-й Украинский фронт), гвардии капитан, Герой Советского Союза.

## Биография
Родился 31 октября 1919 года в деревне Лома в семье крестьянина. Удмурт.
Детство прошло в родной деревне. Затем учился в кулигинской средней школе (с. Кулига Кезского района), потом переехал в город Пермь. Там окончил 8 классов, работал воспитателем в детском приёмнике НКВД, комендантом Пермского аэродрома.
В 1936 году поступил на рабфак Пермского педагогического института, а также учился в аэроклубе. В 1939 году Пермским горвоенкоматом был призван в Красную Армию и направлен в Пермскую военную авиационную школу пилотов, которую окончил в 1940 году.
В действующей армии — с 29 ноября 1941 года. Прошёл боевой путь от Волги до Дуная, сражался на Западном, Калининском, Воронежском и 1-м Украинском фронтах. Член ВКП(б)/КПСС с 1942 года.
2 августа 1942 года группа штурмовиков, в которой находился самолёт лейтенанта Зосима Макарова, вылетела на Рижском направлении к цели в районе населённого пункта Добрая. Во время штурмовки цели наши самолёты подверглись нападению «мессершмиттов». В этом бою самолёт Зосима Макарова был подбит, обожженный лётчик дотянул горящую машину до нейтральной полосы и выбросился с парашютом. Его подобрали наши пехотинцы и доставили в госпиталь.
Летом 1943 года во время сражения на Курской дуге воевал в гвардейском авиаполку на Воронежском фронте. К ноябрю 1943 года совершил 94 боевых вылета на штурмовку скоплений живой силы и боевой техники противника, нанеся ему значительный урон. Всего совершил 150 боевых вылетов. На его счету 40 уничтоженных танков, до 200 автомашин, 2 штаба воинских соединений противника.

З. И. Макаров и Н. А. Жадан, 1944 год

Как лучшему лётчику полка, в 1943 году командование вручило ему самолёт «Ил-2», подаренный украинским колхозником Н. А. Жаданом. На фюзеляже самолёта была надпись: «От колхозника Харьковской области Н. А. Жадана». На этом самолёте совершил 45 успешных боевых вылетов.
Командир соединения генерал Н. П. Каманин написал тогда Н. А. Жадану:

«Николай Артемьевич! Боевой самолёт, приобретённый Вами на свои трудовые сбережения, получен нами и передан лучшему боевому лётчику — Герою Советского Союза, трижды орденоносцу Гвардии капитану Зосиму Исааковичу Макарову.
Трудно выразить свою радость и небывалый подъём наших соколов, вызванные получением Вашего самолёта. В Вашем лице мы видим желание всего советского народа отдать все свои силы на дело окончательного разгрома ненавистного врага…

В свою очередь заверяем Вас, Николай Артемьевич, что Ваше доверие оправдаем с честью в боях за нашу Советскую Родину. 30.05.1944 г.»
В 1944 году воевал в Венгрии.
Указом Президиума Верховного Совета СССР «О присвоении звания Героя Советского Союза офицерскому составу военно-воздушных сил Красной Армии» от 4 февраля 1944 года за «образцовое выполнение боевых заданий командования на фронте борьбы с немецкими захватчиками и проявленные при этом отвагу и геройство» удостоен звания Героя Советского Союза с вручением ордена Ленина и медали «Золотая Звезда» (№ 2384).
В 1944 году был направлен на учёбу в Военно-воздушную академию, которую окончил в 1949 году. В 1959 году окончил Военную академию Генерального штаба. В 1959—1960 годах — командир 6-й гвардейской бомбардировочной авиационной Таганрогской Краснознамённой орденов Суворова и Кутузова дивизии. В 1968 году ему было присвоено звание генерал-майора.
В 1975 году вышел в запас в звании генерал-майора. Жил в Ростове-на-Дону, работал на Ростовском вертолётном заводе.
Умер 11 октября 1994 года, похоронен в Ростове-на-Дону.

## Награды и звания
- Герой Советского Союза (4 февраля 1944, медаль «Золотая Звезда» № 2384);
- орден Ленина;
- два ордена Красного Знамени;
- два орденами Отечественной войны I степени;
- орден Отечественной войны II степени;
- орден Красной Звезды;
- медали.

## Память
В Архивном фонде Удмуртской Республики имеются материалы, посвящённые З. И. Макарову.

## Комментарии
1. ↑  Починок Ломовский (с 1930-х — деревня Лома), относившийся к Юсовской волости Глазовского уезда, в последующем входил в состав Ефимятского сельсовета Карсовайского ёроса, в 1939—1957 — Кулигинского района, в 1957—1965 — Карсовайского района, с 1.6.1965 — Кезского района; с 1.7.1971 — в составе Абросятского сельсовета Кезского район; деревня Лома не сохранилась, ныне — территория Степаненского сельского поселения Кезского района Удмуртии[1].